# L.E.G.I.O.N. & Lobo
L.E.G.I.O.N. & Lobo var en svensk serietidning från Epix som utkom i endast tre nummer 1992. Sedan tvingades utgivaren (RSR Epix AB) upphöra med Tidsam-distributionen (något som ledde till en uppmärksammad och segsliten rättstvist).
Innehållet i serietidningen hämtades från science fiction-serierna L.E.G.I.O.N. respektive Lobo. Den gemensamma nämnaren för båda serierna var den populäre rymdpsykopaten Lobo, som tidigare gjort svensk premiär i Magnum Comics.
På grund av tidningen oväntade nedläggning avslutades aldrig miniserien "Lobo's Back", som egentligen bestod av fyra delar. När Magnum Comics återupptog utgivningen av "Lobo" avslutades aldrig denna miniserie, utan man började istället publicera material från den reguljära amerikanska serietidningen.